# BD+20°274
BD+20°274 — звезда, которая находится в созвездии Рыбы на расстоянии около 2217 световых лет от нас. Вокруг звезды обращается, как минимум, одна планета.

## Характеристики
BD+20°274 представляет собой оранжевый гигант 9,36 видимой звёздной величины. Впервые звезда упоминается в звёздном каталоге Bonner Durchmusterung (BD), составленном под руководством немецкого астронома Ф. Аргеландера в 50-60х годах XIX в, поэтому за ней закрепилось наименование BD+20°274. Её масса составляет 80% солнечной, однако по размерам она превосходит в 17 с лишним раз наше дневное светило. Светимость звезды равна 1,96 солнечной. Температура поверхности BD+20°274 составляет приблизительно 4296 кельвинов.

## Планетная система
В 2012 году группой астрономов, работающих с данными, полученными телескопом Хобби-Эберли, было объявлено об открытии планетарного объекта BD+20°274 b в системе. Планета принадлежит к классу газовых гигантов — её масса составляет 1,3 массы Юпитера, и она обращается по долгопериодической орбите на расстоянии 4,2 а.е. от родительской звезды.  Открытие BD+20°274 b было совершено методом Доплера. 